# دان غيوفريون
دان غيوفريون هو لاعب هوكي جليد كندي، ولد في 24 يناير 1958 في مونتريال في كندا.

## وصلات خارجية
- دان غيوفريون على موقع دوري الهوكي الوطني (الإنجليزية)
- دان غيوفريون على موقع EliteProspects.com (الإنجليزية)
- دان غيوفريون على موقع HockeyDB.com (الإنجليزية)
- دان غيوفريون على موقع Hockey-Reference.com (الإنجليزية)